# Vera da pozzo
Vera da pozzo (au pluriel vere da pozzo) est un terme italien désignant la margelle des citernes souterraines vénitiennes, souvent revêtue de décorations marmoréennes.
Elle est l'équipement d'utilité publique indispensable à l'approvisionnement en eau potable de la république de Venise jusqu'à la construction de son premier aqueduc à la fin du XIXe siècle.

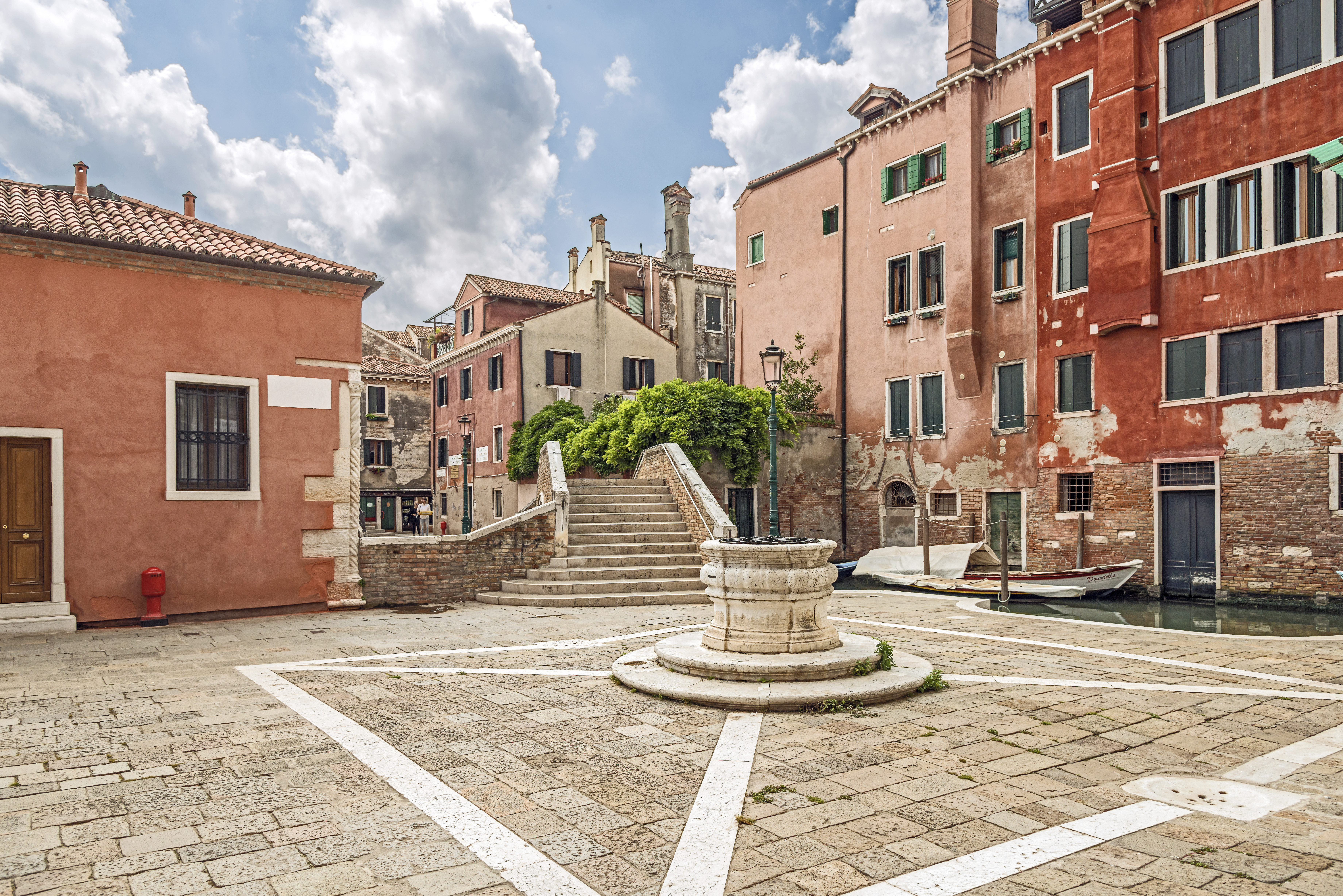
Campo San Boldo.

## Description
À l'origine, elle se présente fort modestement pour devenir, au cours des siècles, un mobilier urbain à la décoration de plus en plus élaborée. La vera da pozzo est construite surélevée par une ou plusieurs marches pour empêcher l'infiltration d'eau salée lors du phénomène de l'acqua alta. La partie inférieure pouvait servir aussi à abreuver les animaux.
Elle offre l'aspect d'un petit monument de forme circulaire, cubique ou polygonale, enrichi de motifs sculptés de plantes, de guirlandes de fleurs et de fruits, de putti, de têtes de lion, d'allégories… Les margelles privées arborent souvent les blasons des familles patriciennes, les publiques exhibent les armoiries de la commune, des inscriptions commémoratives ou des motifs maritimes symboles de la Sérénissime. Quelques-unes sont des réemplois de grands chapiteaux provenant de constructions de l'époque romaine.

## Fonctionnement
Les puits vénitiens élaborés depuis le Moyen Âge devaient avoir une capacité suffisante pour éviter que l'eau de mer ne s'y infiltre et protéger l'eau de toute contamination. Le terrain autour des citernes était pavé en inclinaison pour permettre à l'eau de s'écouler vers des orifices pratiqués autour des puits. L'eau recueillie était d'abord filtrée dans une fosse profonde qui occupait toute la superficie de la place ou cour, et qui était tapissée d'argile puis emplie de sable. Dans ce sable était maçonné un puits de briques ouvert par le bas. Lorsqu'il y avait suffisamment d'eau dans le bassin, celle-ci remontait par pression verticale dans le puits. Pour recueillir les eaux de pluie de façon optimale, les places ou cours vénitiennes étaient dépouillées de tout objet, arbre ou plante pouvant les empêcher d'atteindre le bassin. Le puits collecteur était surmonté d'une margelle : le vera da pozzo.
Les puits publics étaient munis d'un couvercle cadenassé. Un employé municipal était chargé de donner accès à l'eau aux citoyens. Il empêchait ainsi toute pollution ou empoisonnement de l'eau. Ce ne fut cependant que sous Napoléon en 1807 que le problème de la contamination par les poisons issus de la putréfaction des cadavres fut relevé et résolu par la création du cimetière San Michele de Venise.

## L'exode
En 1858, selon l’Ufficio Tecnico Comunale, il existe au total 8 000 pièces (privées et publiques) dans les îles de la lagune. Malheureusement, au XIXe siècle, ce patrimoine culturel, artistique et historique fait l'objet d'un intense commerce qui se déroule jusqu'en 1866, durant l'empire autrichien pendant lequel les œuvres rejoignent l'Allemagne et la Russie, et après le rattachement de Venise à l'Italie : elles partent alors vers d'autres pays européens ou vers l'Amérique.
Actuellement, dans ses six sestieri, 232 margelles de puits sont encore accessibles au public, dont 187 sont faites en pietra d'Istria et 43 en marbre de Vérone.

## Quelques spécimens

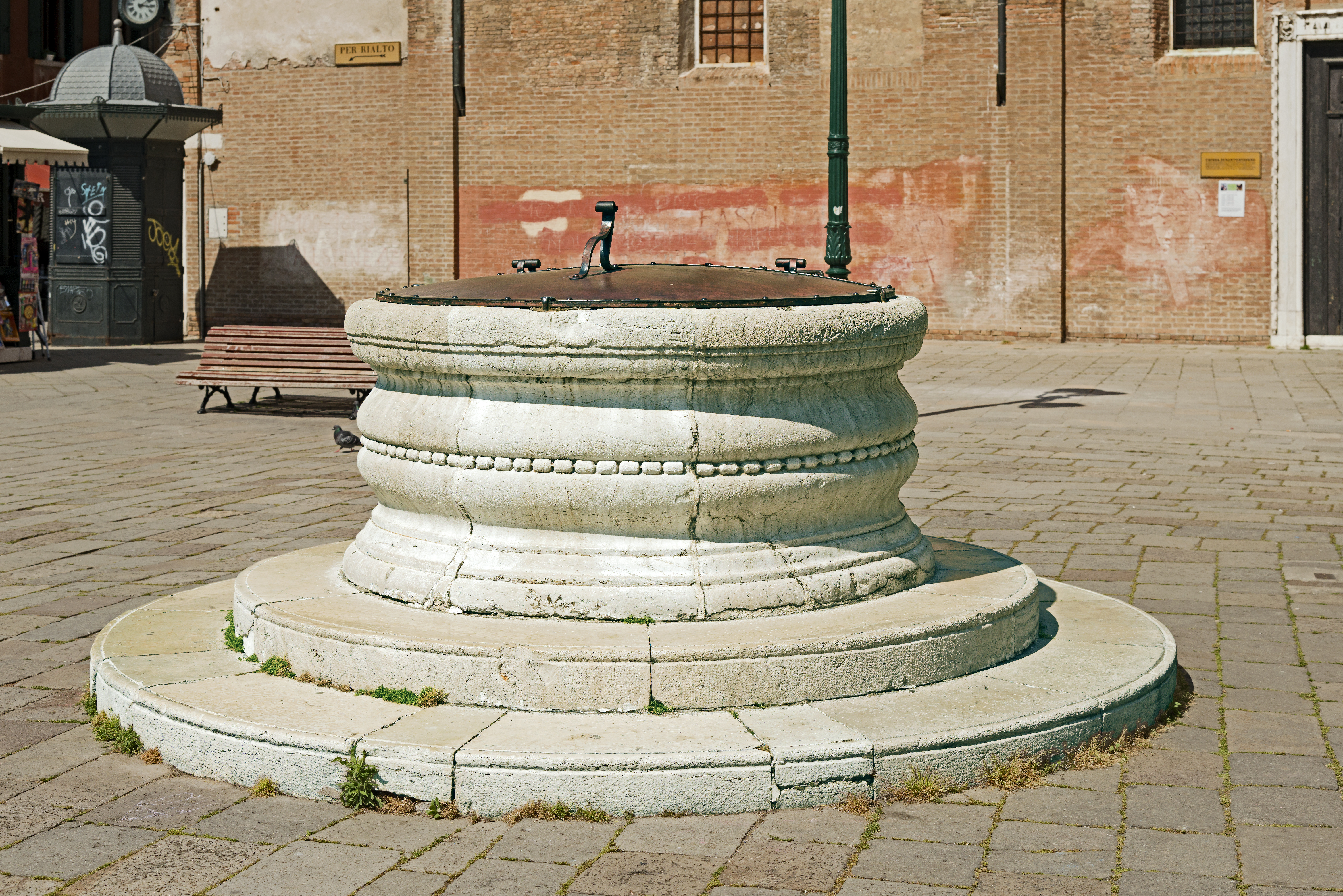
Campo Santo Stefano.
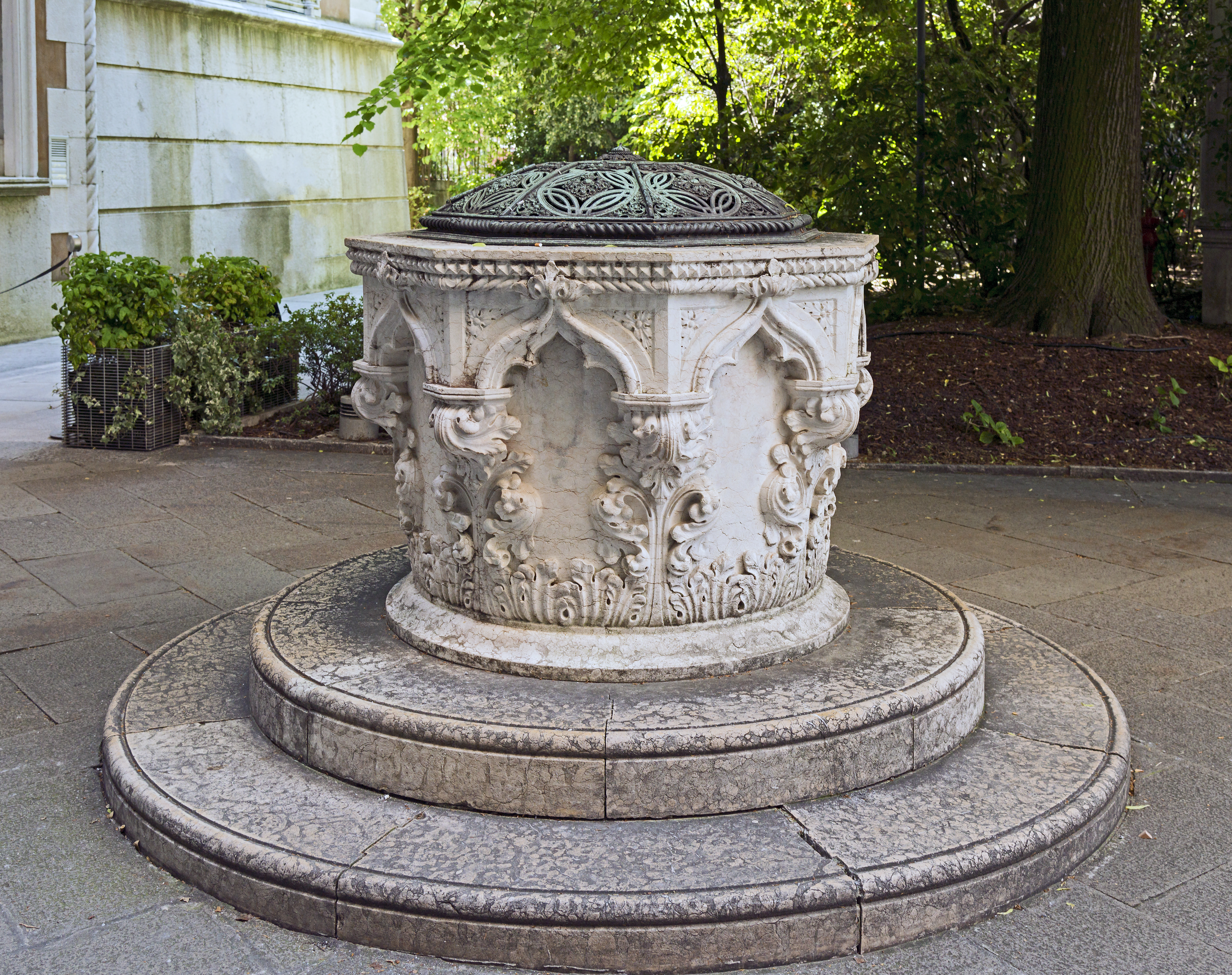
Palais Cavalli-Franchetti.
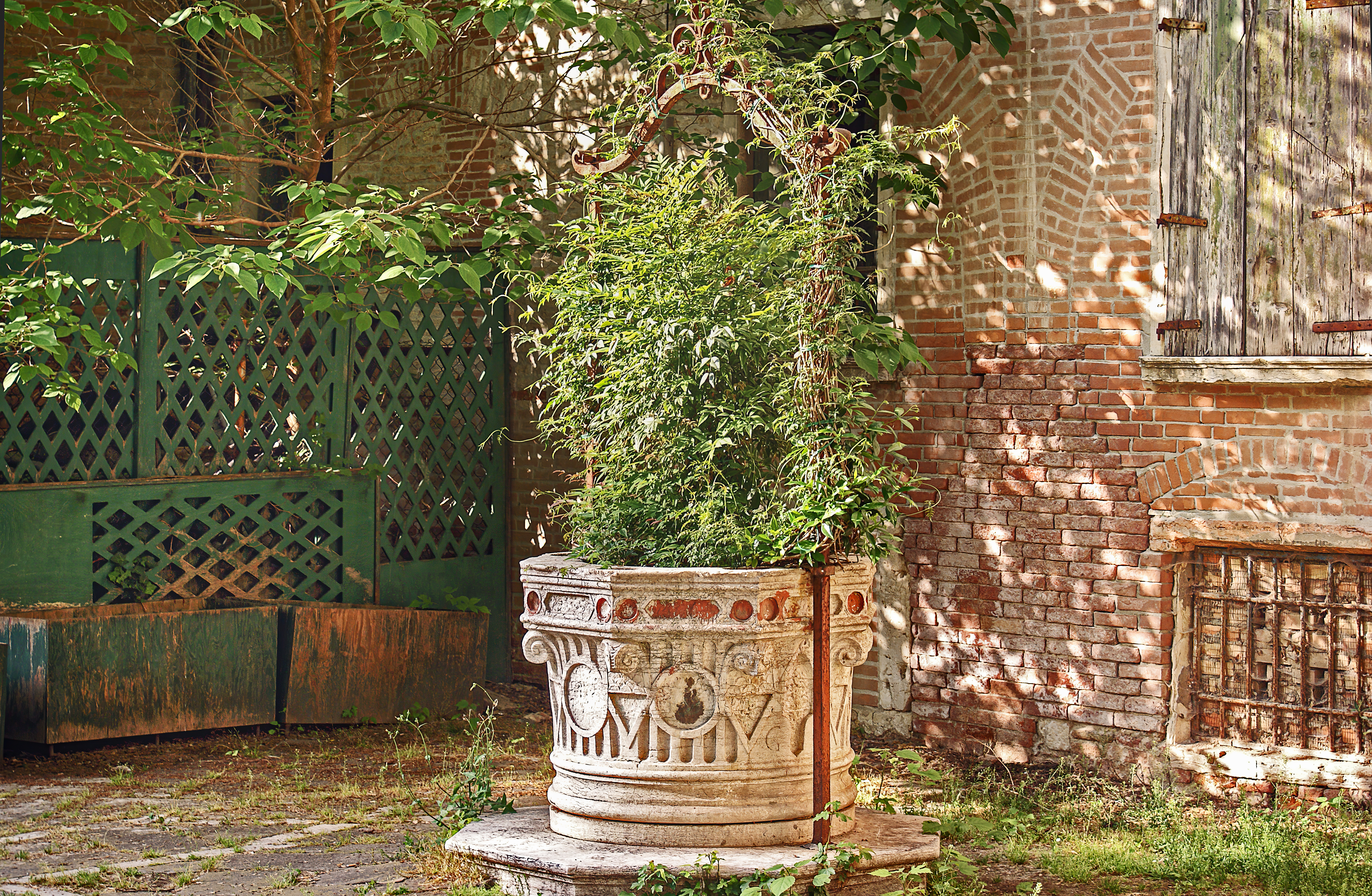
Jardin Savorgnan.
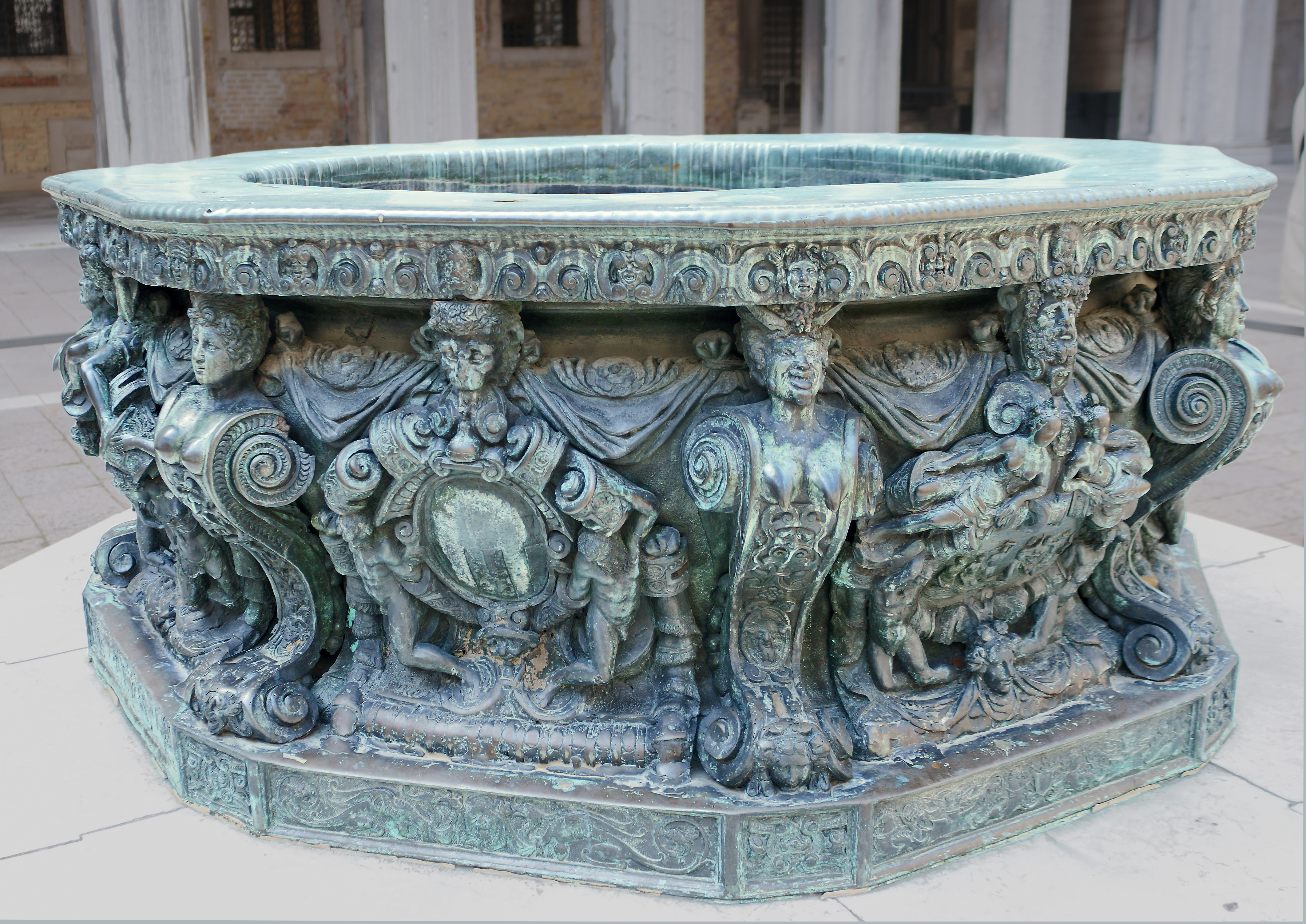
Palais des Doges.
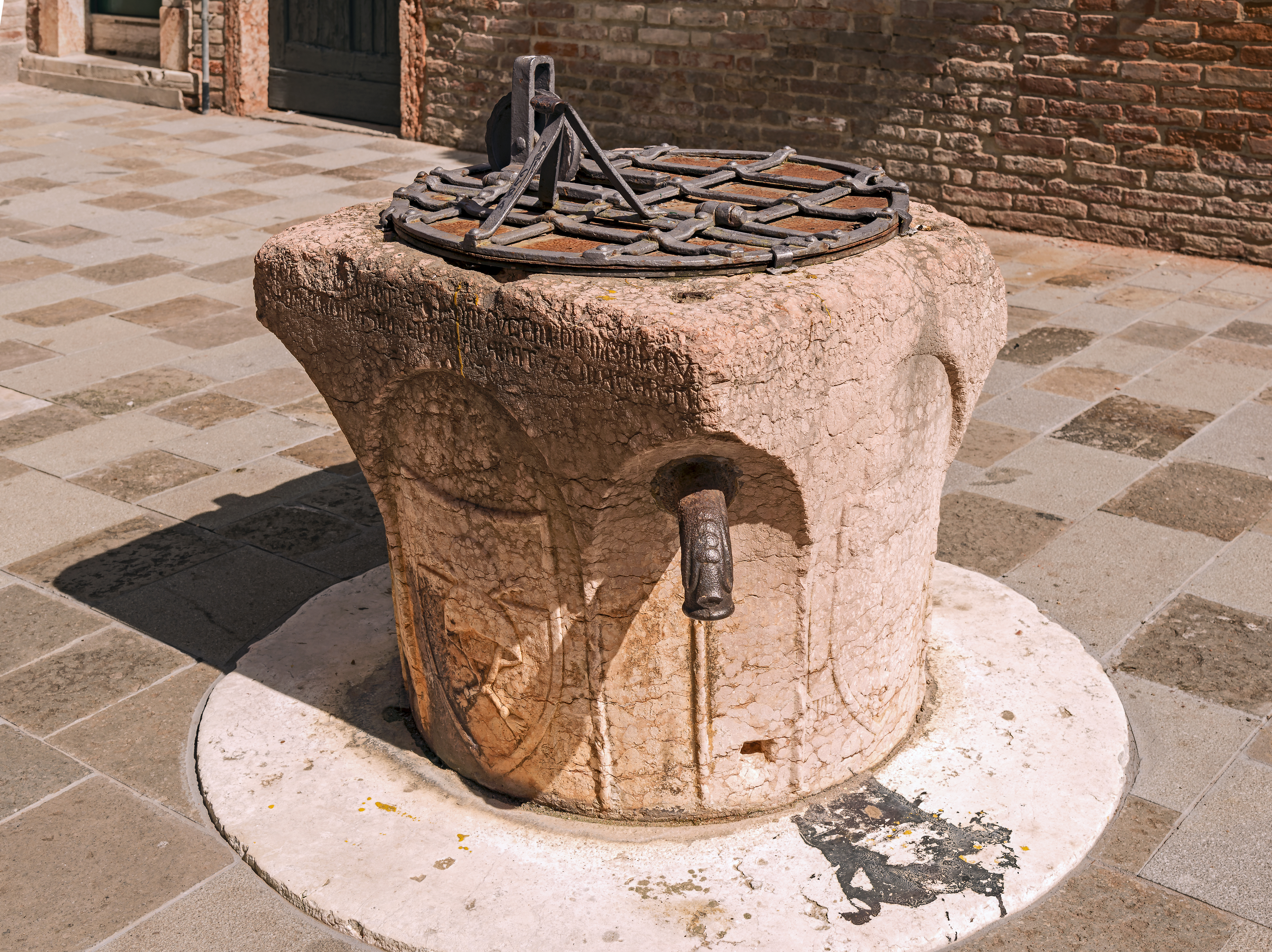
Corte del Basego' (en marbre de Vérone).
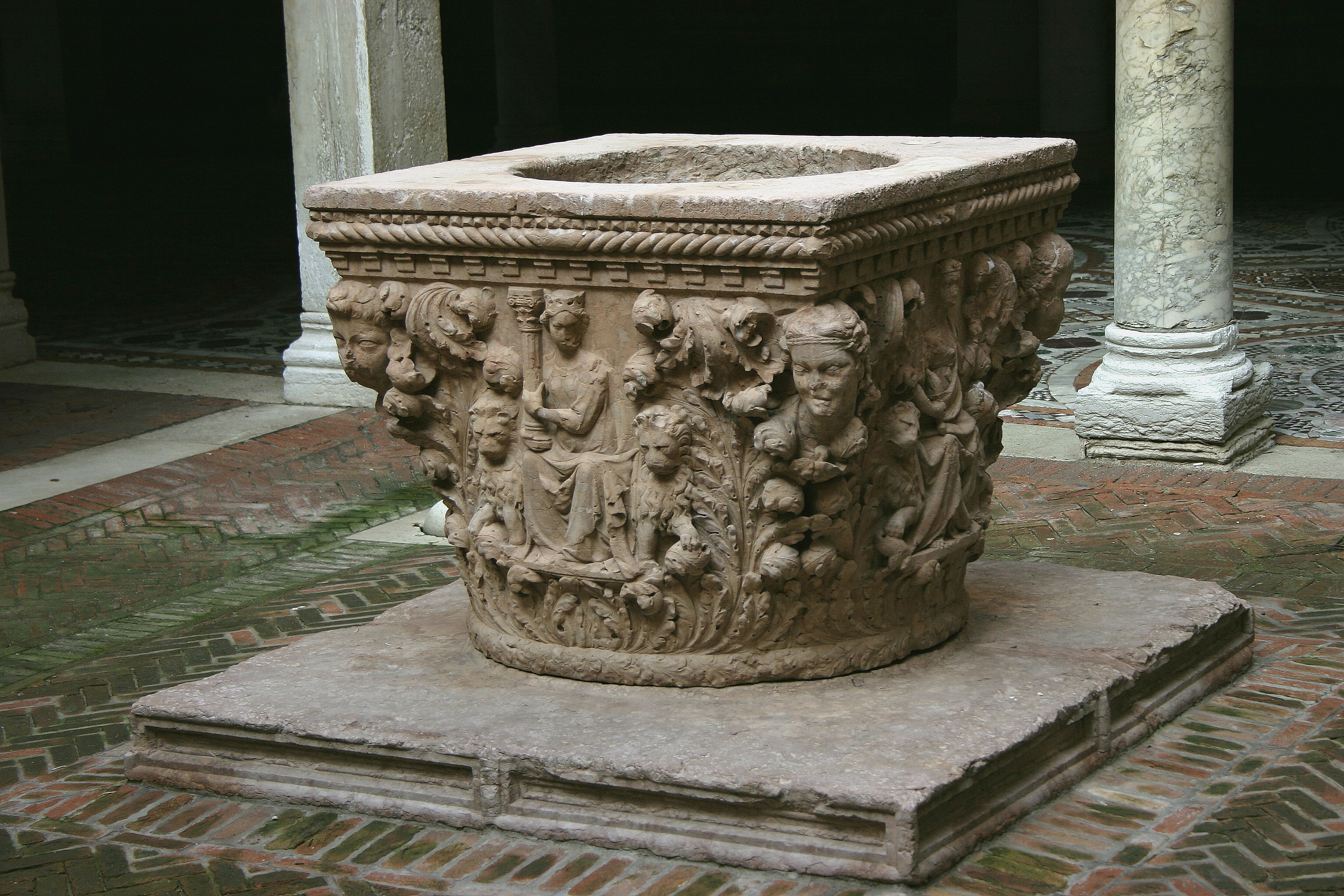
Cour de la Ca' d'Oro.
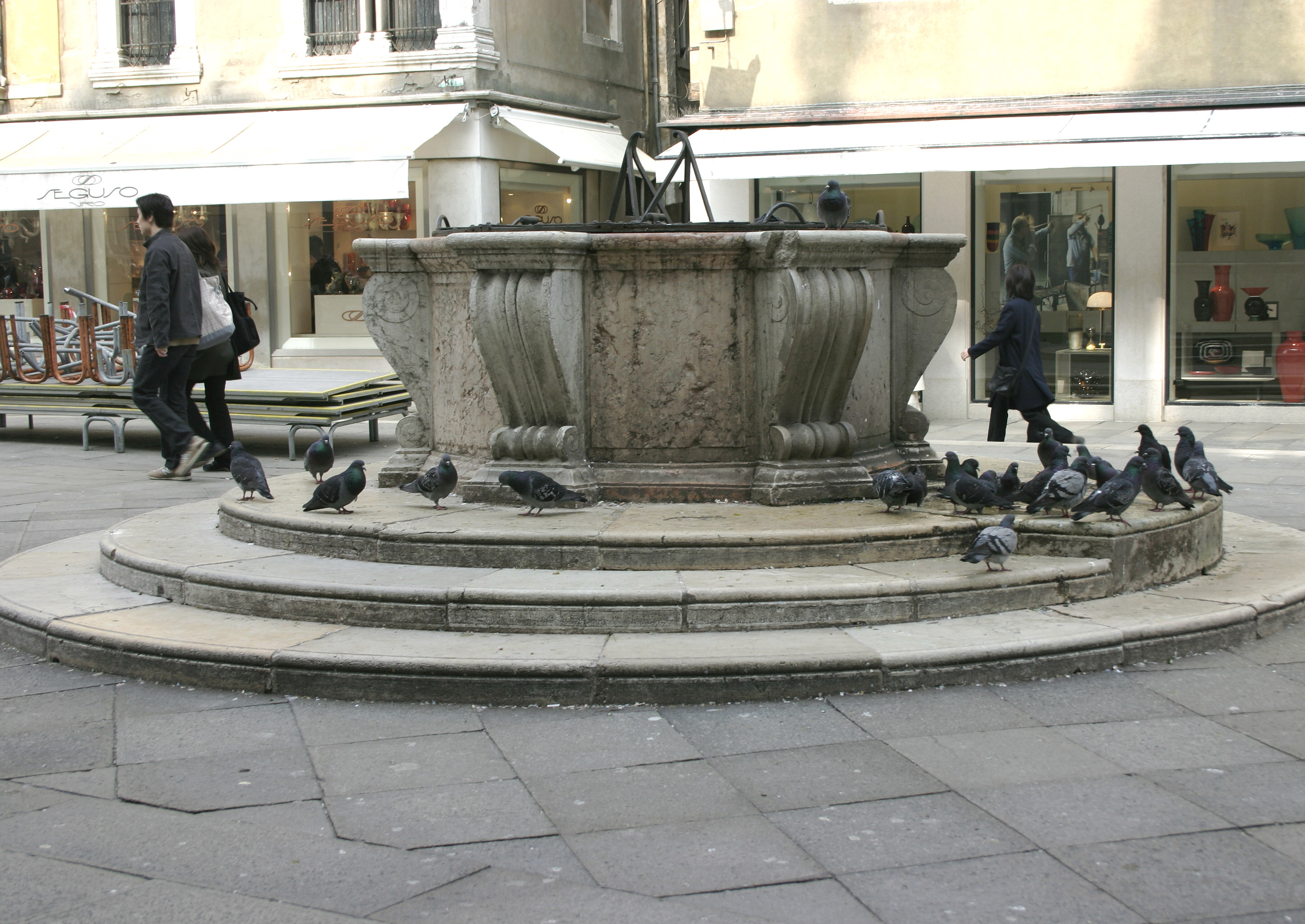
Placette des Leoncini.